# Heinrich von Massow
 (juin 2023).
Heinrich Philipp Julius August Alexander von Massow (né le 1er août 1810 à Woblanse, arrondissement de Rummelsburg-en-Poméranie et mort le 5 novembre 1896 à Potsdam) est un général de division prussien.

## Biographie

### Famille
Heinrich est membre de la famille noble de Poméranie von Massow. Ses parents sont le général de division prussien Karl Friedrich Heinrich von Massow (de) (1770-1851) et son épouse Karoline, née von Favrat (1784-1868), fille du général d'infanterie prussien Franz Andreas von Favrat (de).

### Carrière militaire
Massow étudie aux maisons des cadets de Culm et de Berlin. Il est ensuite affecté le 29 juillet 1829 au bataillon de chasseurs à pied de la Garde (de) de l'armée prussienne en tant que chasseur en chef et devient sous-lieutenant en juin 1831. Jusqu'à la mi-février 1850, Massow est promu capitaine et commandant de compagnie et le 25 juillet 1857, il est nommé major et commandant du 7e bataillon de chasseurs à pied (de) à Francfort-sur-le-Main. En 1860, le bataillon est transféré à Clèves et Massow est promu lieutenant-colonel le 18 octobre 1861. En tant que tel, il commande du 29 avril 1862 au 2 mai 1864 le bataillon de fusiliers dans le 2e régiment de grenadiers. Ensuite, sous position à la suite, il est d'abord chargé du commandement du 47e régiment d'infanterie, puis le 25 juin 1864, Massow est nommé commandant du régiment avec la promotion au grade de colonel. En cette qualité, il dirige son unité en 1866 pendant la guerre contre l'Autriche dans les batailles de Nachod, Skalitz et Schweinschädel. Son chef de régiment Constantin de Hohenzollern-Hechingen lui décerne la croix d'honneur de 2e classe de l'Ordre de la Maison princière de Hohenzollern avec épées pour son comportement pendant la guerre. Le roi Guillaume Ier lui rend hommage en lui remettant l'ordre de l'Aigle rouge de 3e classe avec épées. Sous position à la suite, Massow rend son régiment le 18 mai 1867 et est nommé commandant de Neisse. Dans cette position, il reçoit le 22 mars 1868 le caractère de major général et est mis à disposition le 10 octobre 1868 avec l'attribution de l'ordre de la Couronne de 2e classe avec la pension légale. Le 13 juillet 1875, Massow prend sa retraite avec la pension qu'il percevait jusqu'alors.
Massow est un beau-frère du maréchal Edwin von Manteuffel, avec lequel il est très ami.

### Famille
Massow est marié le 2 novembre 1850 à Berlin avec Davide von Witzleben (de) (1824–1895), fille du ministre Jobst von Witzleben. Le mariage reste sans enfant.